# Збірна Сирії з футболу
Збірна Сирії з футболу — національна футбольна команда Сирії. Керується Сирійською футбольною асоціацією.
Станом на 28 листопада 2024 посідає 95-e місце у рейтингу футбольних збірних світу.

## Історія
Збірна Сирії не входить до числа найсильніших азійських збірних, попри це, команда досягла певних успіхів на міжнародній арені. Вперше збірна взяла участь у кваліфікації до чемпіонату світу в 1958 році, таким чином, ставши однією з перших команд в Азії, які змогли досягти цього результату. На чемпіонаті світу 1966 року збірна Сирії була однією з двох команд Азії (друга Ізраїль), які повинні були виступати в європейській континентальній зоні, однак Сирія приєдналася до бойкоту чемпіонату світу африканськими і азійськими збірними, який був проведений на знак протесту проти розподілу путівок, і знялася зі змагання.
У 1986 році Сирія була за один крок від потрапляння у фінальну частину чемпіонату світу, однак поразка від збірної Іраку перешкодила цьому. 
У фінальній частині Кубку Азії збірна Сирії брала участь чотири рази, востаннє це сталося в 2011 році, однак далі першого раунду вона не проходила. Потрапити на чемпіонат світу в 2010 та в 2014 роках у сирійців також не вийшло: до першості світу 2010 року вони просто не пройшли кваліфікацію, а з відбіркового турніру 2014 були дискваліфіковані через незаконну заявку футболіста Жоржа Мурада, який не пройшов до кінця натуралізацію і раніше був заграний за молодіжну збірну Швеції

## Чемпіонат світу
- з 1930 по 1938 — не брала участь
- 1950 — знялась зі змагань
- 1954 — не брала участь
- 1958 — не пройшла кваліфікацію
- 1962 — не брала участь
- 1966 — знялась зі змагань
- 1970 — не брала участь
- 1974 — не пройшла кваліфікацію
- 1978 — знялась зі змагань
- з 1982 по 2010 — не пройшла кваліфікацію
- 2014 — дискваліфікована
- з 2018 по 2022 — не пройшла кваліфікацію

## Кубок Азії
- з 1956 по 1972 — не брала участь
- 1976 — знялась зі змагань
- 1980 — груповий етап
- 1984 — груповий етап
- 1988 — груповий етап
- 1992 — не пройшла кваліфікацію
- 1996 — груповий етап
- 2000 — не пройшла кваліфікацію
- 2004 — не пройшла кваліфікацію
- 2007 — не пройшла кваліфікацію
- 2011 — груповий етап
- 2015 — не пройшла кваліфікацію
- 2019 — груповий етап
- 2023 — 1/8 фіналу